# انتخابات مجلس پلی‌نزی فرانسه (۲۰۱۸)
انتخابات مجلس پلی‌نزی فرانسه (۲۰۱۸) (انگلیسی: French Polynesian legislative election, 2018) در تاریخ ۲۲ آوریل و ۶ مه ۲۰۱۸ در دو مرحله در پلی‌نزی فرانسه برگزار شد.
رای‌دهندگان در ۲۲ آوریل ۲۰۱۸، ۵۷ عضو مجلس پلی‌نزی فرانسه را انتخاب خواهند کرد. دور دوم انتخابات در تاریخ ۶ مه ۲۰۱۸ برای احزاب سیاسی‌ای برگزار خواهد شد که در دور اول بیش از ۱۲٫۵ درصد از آرا را نصیب خود کرده باشند.

## پیشینه
حزب اتحاد برای جنبش مردمی به رهبری گاستون فلوس، که یک حزب ضد استقلال است، ۳۸ کرسی از ۵۷ کرسی مجلس پلی‌نزی را در انتخابات عمومی سال ۲۰۱۳ از آن خود کرد. اسکار ته مارو رهبر استقلال‌طلبان پس از بیست سال توانست زمامداری بلامنازعِ گاستون فلوس از جناح راست را به پایان برساند و رئیس پلی‌نزی فرانسه شود.
همهٔ احزاب سیاسی پلی‌نزی فرانسه موظف هستند میان نامزدهای مرد و زن تعادل برقرار کنند تا تعادل جنسیتی در میان قانون‌گذاران این سرزمین برقرار شود.
انتخابات در پلی‌نزی منبعث از قانون ۲۷ فوریه ۲۰۰۴ به مثابه «ایالت فراسوی دریاها» بود که توسط گاستون فلوس رهبر (حزب اتحاد برای جنبش مردمی) با آرای یک دهم نمایندگان و در چارچوب آئین‌نامه اجرائی موسوم به «اضطرار پارلمانی» به تصویب رساند و موجبات تمرکز تمامی قدرت در دست رئیس سرزمین پلی‌نزی را فراهم کرد تا با روش رأی‌گیری یک دوره‌ای که در آن «امتیاز اکثریت بودن» برای فهرستی که در صدر قرار می‌گیرد، قائل بود نظام انتخاباتی سهم اندکی از مردمسالاری نصیبش شد.
گاستون فلوس رهبر (حزب اتحاد برای جنبش مردمی) از سال ۱۹۸۲، با وقفه کوتاهی بین ۱۹۸۷ تا ۱۹۹۱، بر سرزمین تاهیتی (پلی‌نزی) حکم راند.
در انتخابات ۲۳ مه ۲۰۰۴ حزب اتحاد برای جنبش مردمی با اختلاف چند صد رأی، به حزب استقلال طلب (Tavini Huiraatira) به رهبری اسکار ته‌مارو باخت.
اما در تاریخ ۹ اکتبر، فلوس در پی یک استیضاح و رأی عدم اعتماد حزب استقلال‌طلب و پس از توافقی با ائتلاف هواداران خودمختاری و استقلال طلبان، دوباره به قدرت رسید. با این وجود پس از آن که هیئت دولت فرانسه، انتخابات ۳ جزیره وان یعنی اصلی‌ترین جزایر پلی‌نزی (۳۷ کرسی از مجموع ۵۷ کرسی انجمن ایالتی) را باطل اعلام کرد، حزب اتحاد برای جنبش مردمی در انتخابات ۱۳ فوریه ۲۰۰۵ با اختلاف ۶ هزار رأی شکست خورد و در انتخابات بعدی ته‌مارو با اکثریت مطلق انجمن ولایتی به مسند ریاست پلی‌نزی رسید.

## سرزمین خود مختار
سرزمین پلی‌نزی همه اسباب یک دموکراسی را در اختیار دارد: قوه اجرائی آن مرکب از برگزیدگان مردم است، چندین تشکل مخالف قدرت وجود دارد، و دادگاه‌ها تضمینی برای آزادی‌ها هستند.
با این حال انتخابات سال ۲۰۰۲ ریاست جمهوری فرانسه، مرحله مهمی را در سرزمین پلی‌نزی پایه‌گذاری کرد. دولت فرانسه که از اکثریت بالفعلی در کشور برخوردار شد، در پی آن نبود که «بیش از آنچه لازم است» حکومت محلی را در مهار خود بگیرد.
هنگام برگزاری انتخابات سراسری ماه مه ۲۰۰۴ شعار «رأی دادن به حزب اتحاد … به منزله گزینشی برای ایجاد کشوری مردم‌سالار با احترام به ارزش‌های جمهوریت» سر داده شد. اسکار ته‌مارو رهبر استقلال طلب این حزب در رادیو آنسوی دریاهای فرانسه اعلام کرد که تعهد می‌کند به دفاع از ارزش‌های جمهوریت، از دموکراسی، از حکومت قانون برخیزد …
اسکار ته‌مارو، در تاریخ ۳ مارس ۲۰۰۵ هنگام انتخاب دوباره به ریاست پلی‌نزی فرانسه تأیید کرد که موضوع استقلال اینک در دستور کار نیست.
هنگام آخرین مبارزات انتخاباتی، حزب اتحاد برای جنبش مردمی، حزب گاستون فلوس، نومیدانه کوشید تا به دودستگی میان هواداران خودمختاری و استقلال طلبان که در گذشته اینهمه به پیروزی وی کمک کرده بود دامن بزند.